# Kim Min-ki
Kim Min-ki (* 31. März 1951 in Jeollabuk-do; † 21. Juli 2024) war ein südkoreanischer Folk-Rock-Sänger, Songwriter und Theaterregisseur.

## Leben
Kim studierte an der Seoul National University. Bekannt wurde er 1970 mit seiner Komposition 아침 이슬 (Morgentau), die zu einem bekannten Protestlied avancierte. Das Protestlied-Genre, das in den 1970er Jahren in Südkorea gegen die Militärdiktatur von Park Chung-hee entstand, heißt Norae Undong und Kim wurde zu einem der prominentesten Vertreter dieses Genres. Er beeinflusste das politische Aktivistentum mit einer neuen musikalischen Bewegung und war Teil einer aufbegehrenden Studentenbewegung. Zu seinen bekanntesten Lieder zählt 가을편지 (Herbstbrief), das wie Morgentau eigentlich gar nicht als Protestlied konzipiert war und von anderen Interpreten vorgetragen wurde. Bis 1975 veröffentlichte er neun Alben, jedoch wurde ab diesem Jahr seine Musik der Zensur unterworfen und aus den Läden und der Öffentlichkeit verbannt. In den folgenden Jahren begann er Theaterstücke zu schreiben, beeinflusste und förderte aber auch weiterhin junge Folkmusiker wie Kim Kwang-seok. Sein bekanntestes Stück ist die koreanische Adaption des deutschen Rock-Musicals Linie 1, die 1994 erstmals aufgeführt wurde. Bis 2007 wurde es über 1000 Mal aufgeführt, darunter auch in Japan und der Volksrepublik China. Am 22. März 2007 wurde ihm in Weimar von Jutta Limbach die Goethe-Medaille als herausragende Persönlichkeit für sein besonderes Engagement im internationalen Kulturdialog verliehen. Durch Vermittlung des Goethe-Instituts in Seoul entstand damals auch der Kontakt zu Volker Ludwig und dem Berliner Grips-Theater.
Min-ki starb am 21. Juli 2024 im Alter von 73 Jahren.

## Auszeichnungen (Auswahl)
- 2007: Goethe-Medaille
- 2013: Korean Music Awards
- 2020: Ho-Am-Preis für Kunst